# Kapa (Vavaʻu)
Kapa (auch: Kaba, Kopa) ist eine Insel in der tonganischen Inselgruppe Vavaʻu. Im Jahr 2021 hatte Kapa 30 Bewohner.

## Geographie
Kapa ist mit einer Fläche von 5,96 km² eine der größeren Inseln im Archipel Vavaʻu. Sie liegt unmittelbar südlich des Ava Pulepulekai Channel und südlich der Hauptinsel im Zentrum des Archipels und wird im Osten von der Halbinsel von Pangaimotu und deren vorgelagerten Inselchen (Mala, Afo, Tapana und Lautala) eingefasst; auf der Westseite liegt die Insel Nuapapu, und im Süden bildet Taunga die Verlängerung des Höhenzuges von Kapa. Zwischen Kapa und Nuapapu befindet sich eine Bucht, in welcher die Inselchen Aʻa und ʻOto liegen. Ausläufer der Insel sind ebenfalls die Eilande Nuku und Luakapa. Die Insel selbst hat einen Grundriss, der an eine Hand mit ausgestrecktem Zeigefinger erinnert. Sie ist dicht bewaldet und steigt beim Mount Teisina auf 74 m Höhe an. Der nördlichste Punkt der Insel liegt beim Ort Otea nördlich von Luakapa. Die Insel liegt auch am Eingang des Hafens Port Maurelle, der die „Fingerbeuge des Zeigefingers“ darstellt. Südlich davon liegen die Ortschaften Falevai (Vakataumai) und Kapa, direkt gegenüber der Insel Aʻa. Muihouma Point südlich der Orte bildet die Südostecke der Insel und zeigt auf Nuku, während Falewitahi auf 88 m ansteigt und Fangaata die Südspitze der Insel bezeichnet.

## Klima
Das Klima ist tropisch heiß, wird jedoch von ständig wehenden Winden gemäßigt. Ebenso wie die anderen Inseln der Vavaʻu-Gruppe wird Kapa gelegentlich von Zyklonen heimgesucht.